# Cebrio mussardi
Cebrio mussardi is een keversoort uit de familie Cebrionidae. De wetenschappelijke naam van de soort is voor het eerst geldig gepubliceerd in 1969 door Kocher.